# Call of Duty: Black Ops Cold War
Call of Duty: Black Ops Cold War là một trò chơi điện tử thuộc thể loại bắn súng góc nhìn người thứ nhất ra mắt năm 2020 được phát triển bởi các studio Treyarch, Raven Software, và được phát hành bởi Activision. Game được ra mắt trên toàn cầu vào ngày 13 tháng 11 năm 2020, trên các hệ máy Microsoft Windows, PlayStation 4, PlayStation 5, Xbox One, và Xbox Series X/S. Nó là phiên bản thứ 6 của loạt Black Ops, và là phiên bản thứ 16 của loạt game Call of Duty. Game là phần Call of Duty thứ hai được đồng phát triển bởi 2 studio, kể từ phiên bản ra mắt năm 2011 là Modern Warfare 3.
Black Ops Cold War có cốt truyện lấy bổi cảnh thời kì Chiến tranh lạnh vào những năm thập niên 80s, nằm ở giữa những sự kiện trong Call of Duty: Black Ops (2010) và Black Ops II (2012). Tựa game xoay quanh cuộc truy đuổi một điệp viên Liên Xô bị cáo buộc là điệp viên "Perseus" đang có mục tiêu lật đổ Hoa Kỳ và nghiêng cán cân quyền lực về phía Liên Xô. Trong phần chơi chiến dịch, người chơi điều khiển nhân vật có tên là "Bell", người được tuyển dụng bởi sĩ quan CIA Russell Adler để tham gia vào một đội đặc nhiệm đa quốc gia với mục đích săn lùng Perseus.
Phần chơi đơn cũng chứng kiến sự trở lại của các nhân vật trong series Black Ops, bao gồm Alex Mason, Frank Woods và Jason Hudson, trong đó Mason cũng là một nhân vật có thể điều khiển được trong một số nhiệm vụ. Phần chơi mạng (multiplayer) của trò chơi đã giới thiệu các chế độ chơi mới đã từng xuất hiện trong Call of Duty: Modern Warfare.
Black Ops: Cold War được phát triển bởi các studio Raven Software, Sledgehammer Games và ban đầu không có ý định trở thành phiên bản thuộc dòng thời gian Black Ops. Tuy nhiên, công việc phát triển bị ảnh hưởng bởi những bất đồng giữa hai studio, dẫn đến việc Activision yêu cầu Treyarch làm studio chính phụ trách phát triển trò chơi vào năm 2019, với Raven đóng vai trò đồng phát triển.
Black Ops Cold War đã nhận được nhiều đánh giá tích cực từ các nhà phê bình và là một thành công thuơng mại, với nhiều lời khen ngợi dành cho phần chơi đơn, multiplayer và Zombies, ngoài ra còn nhận về chỉ trích về các vấn đề kỹ thuật và thiếu sự đổi mới.
Game đã trở thành trò chơi bán chạy nhất năm 2020 tại Mỹ.
Call of Duty: Black Ops Cold War lấy bối cảnh thời kỳ Chiến tranh Lạnh đầu những năm 1980. Câu chuyện theo sau một đặc vụ thuộc Đặc nhiệm Lục quân Hoa Kỳ (hay còn được gọi là Green Beret) trở thành đặc vụ CIA theo yêu cầu của viên sĩ quan Russell Adler, và và nhiệm vụ của anh là ngăn chặn một mối đe dọa gián điệp quốc tế có tên Perseus vào năm 1981. Cốt truyện của game được lấy cảm hứng từ các sự kiện thực tế và chiến dịch đa các địa điểm như Đông Berlin, Việt Nam, Thổ Nhĩ Kỳ và trụ sở KGB của Liên Xô. Adler nhận được sự trợ giúp từ các nhân vật đã xuất hiện trong loạt Black Ops, bao gồm Alex Mason, Frank Woods và Jason Hudson, bên cạnh các đặc vụ Lawrence Sims, Eleazar "Lazar" Azoulay và sĩ quan MI6 Helen Park, cùng với sự hỗ trợ từ Trưởng phòng An ninh KGB và đặc vụ ngầm Dimitri Belikov. Người chơi vào vai "Bell", một đặc vụ bí ẩn, người hỗ trợ Adler và nhóm của anh ta truy tìm Perseus trong phần lớn thời gian cốt truyện; ngoài ra, Mason và Belikov cũng có thể điều khiển được trong một số phân đoạn nhất định. Những gã thuộc Perseus bao gồm: tên khủng bố người Iran Arash Kadivar và Qasim Javadi, tên trùm mafia người Nga Anton Volkov, tên Thiếu tá đặc vụ KGB giả mạo Vadim Rudnik và cựu sĩ quan CIA Robert Aldrich. Phần chơi cốt truyện cũng có sự xuất hiện của Imran Zakhaev, bố của nhân vật phản diện chính xuất hiện trong Call of Duty: Modern Warfare, Victor Zakhaev, và Tướng Lev Kravchenko, một kẻ thù cũ của Mason và Woods mà họ gặp lần cuối ở Việt Nam.
Phần chơi đơn của Call of Duty: Black Ops Cold War cho phép người chơi lựa chọn nhân vật tùy chỉnh với bí danh "Bell", cùng các khả năng chọn cơ quan tình báo, tông màu da, quốc tịch, và giới tính; cũng như các đặc điểm tính cách khác nhau cung cấp các khả năng đặc biệt (perks) trong trò chơi. Đây là lần đầu tiên kể từ phiên bản Call of Duty: Black Ops II mà phần chơi đơn có nhiều kết thúc (multiple endings), tùy thuộc vào những sự lựa chọn của người chơi trong suốt chiến dịch.

## Phát triển
Vào ngày 18 tháng 5 năm 2019, có báo cáo của trang Kotaku cho rằng việc phát triển trò chơi đã gặp trở ngại khi hai studio Sledgehammer Games và Raven Software xảy ra căng thẳng. Những nguồn tin mô tả trò chơi đang là một "mớ hổ lốn". Đáp lại, Activision đã giao cho Treyarch vai trò quản lí phát triển cùng với Raven. Điều này dẫn đến việc thời gian phát triển game có phần ngắn hơn so với các phần game trước, cũng như việc hai studio có những trách nhiệm khác nhau, trong đó Raven Software đóng vai trò phát triển phần chơi đơn.
Vào ngày 4 tháng 8 năm 2020, Activision trong buổi họp báo công bố thu nhập quý 2 đã xác nhận rằng một tựa Call of Duty mới đã được lên kế hoạch phát hành vào năm 2020, và đang được phát triển bởi Treyarch và Raven. Đây là phiên bản Call of Duty đầu tiên kể từ Modern Warfare 3 được đồng phát triển bởi hai studio, cũng như việc lần đầu tiên Raven Software trở thành nhà phát triển chính, bởi trong một số phiên bản trước đó, studio này đã phát triển phần chơi mạng bên cạnh một vài tính năng khác. Chủ tịch của Activision, Rob Kostich đã xác nhận trong buổi họp báo rằng Black Ops Cold War sẽ có sự "kết nối chặt chẽ" với Call of Duty: Modern Warfare (2019) và Call of Duty: Warzone.
Dan Vondrak của Raven Software cho biết về ý tưởng đa kết thúc, "khi chúng tôi bắt đầu tạo ra cốt truyện, chúng tôi đã nghĩ ngay đến ý tưởng có nhiều kết thúc. Điều đó thực sự có ích ... Và chúng tôi biết ngay rằng chúng tôi muốn làm điều đó ngay lập tức. Tôi hoàn toàn thích ý tưởng rằng chúng ta có thể [thể hiện] một chút sự tôn trọng đối với phiên bản Black Ops 2 bằng cách [nhiều kết thúc] này." 

## Tranh cãi
Trang CBR.com cho biết rằng đoạn teaser đầu tiên của game đã bị cấm ở Trung Quốc do game xuất hiện hình ảnh các cuộc biểu tình trên Quảng trường Thiên An Môn năm 1989. Một phiên bản chỉnh sửa lại của teaser đã được phát hành trên toàn cầu. Andy Chalk của trang PC Gamer đã viết: "Không thể nhầm lẫn được sự mỉa mai của việc kiểm duyệt quá mức trong đoạn trailer quảng cáo cho một game mang khẩu hiệu, theo nghĩa đen, 'Biết rõ lịch sử của bạn'."
Một bài viết của Ian Walker ở trang Kotaku cáo buộc việc Call of Duty đã hợp pháp hóa các quan điểm của Yuri Bezmenov khi game đưa đoạn phim về cuộc phỏng vấn của ông với Griffin trong đoạn trailer ra mắt vào tháng 8. Trong số những lời chỉ trích của Waler bao gồm ý kiến cho rằng quan điểm của Bezmenov đóng vai trò như "một thỏi nam châm thu hút các thuyết âm mưu và nhân cách cực hữu"; rằng Activision đã đem vào cuộc phỏng vấn của Bezmenov một cách không phù hợp với bối cảnh.

## Tiếp nhận
Call of Duty: Black Ops Cold War đã nhận về những đánh giá trung bình "tích cực" từ các nhà phê bình, theo trang đánh giá Metacritic.
Game Informer đã chấm game trò chơi 8,75/10 điểm, ca ngợi phần chơi chiến dịch và nói: "Nếu Call of Duty: Black Ops Cold War vượt trội về bất cứ điều gì, đó là về những sự lựa chọn. Điều này không quá mới mẻ đối với một tựa game Call of Duty, nhưng với một loạt các chế độ chơi thú vị cùng phần chơi chiến dịch hấp dẫn, đó lại là một điều tốt."
Đã có nhiều báo cáo cho rằng Black Ops Cold War làm hư hỏng các đầu máy console. Điều này đã ảnh hưởng đến việc phát hành các hệ máy PlayStation 5 và Xbox Series X.

### Doanh thu
Phiên bản game trên hệ PlayStation 4 đã bán được 84.475 bản vật lý trong tuần đầu tiên được bán tại Nhật Bản, khiến game trở thành trò chơi bán lẻ bán chạy nhất trong tuần tại quốc gia này. Phiên bản trên hệ máy PlayStation 5 là trò chơi bán lẻ bán chạy thứ 19 ở Nhật Bản trong cùng tuần, với 6.045 bản.
Vào tháng 12 năm 2020, đã có xác nhận rằng trò chơi đã bán được tới 5,7 triệu bản game kĩ thuật số (digital). Trong vòng sáu tuần đầu tiên phát hành, trò chơi đã thu về 678 triệu đô la.
NPD Group xếp trò chơi vào danh mục game bán chạy nhất năm 2020, và cũng là trò chơi điện tử bán chạy thứ 20 ở Hoa Kỳ.